# ZEN Study
ZEN Study（ゼンスタディ）はドワンゴが提供するeラーニングサービス（インターネット予備校）である。主に学校法人角川ドワンゴ学園が運営するN高等学校の生徒向けに提供されているが、主要なコースは一般向けにも提供されている。

## 概要
2016年4月に開校したN高等学校の課外授業用システムとして公開され、同年7月に月額制で一般向けの提供も開始された。PC向けWebサイトに加え、AndroidとiOS向けアプリでサービスが展開されている。
予備校という名称ではあるが、年齢制限はない。
2024年8月28日に名前をN予備校からZEN Study（ゼンスタディ）に改名した。

## 授業
ニコニコ生放送のようなコメント機能やアンケート・クイズ機能に加え、カメラで撮影した答案を授業中に添付して講師に送信できる生添削機能などが備えられており、双方向の生授業が実施されている。また、生放送は終了後にアーカイブされており、ニコニコ生放送のタイムシフトのように視聴可能である。
教材はスマートフォン向けのデジタル教材であり、紙媒体は用意されていない。大学受験教材はKADOKAWAのブランドである中経出版の協力を得て作成されている。

## コース
一般ユーザー・N高等学校S高等学校の生徒を問わず受講できるコースと、N高等学校,S高等学校の生徒のみが受講できる課外授業が存在している。

### 一般に開講されているコース
- 大学受験コース
  - 英語、数学、国語（現代文、小論文、古典）、理科（物理、化学、生物基礎、生物）、社会（世界史、日本史、地理）[7]
- 中学復習講座
  - 英語、数学、国語
- プログラミング
  - Webアプリ（Node.js、Scala）、スマートフォンアプリ（Android、iPhone）、ニコニコ動画再現、コンピューターサイエンス、機械学習[9]
- Webデザイン
  - グラフィックデザインコース、HTML・CSSデザインコース[10]

### N高等学校の課外授業としてのみ開講されているコース
- KADOKAWA×文芸小説創作授業
- 電撃×エンタメ授業
- Vantan×クリエイティブ授業